# Gijsbertus Blankesteijn

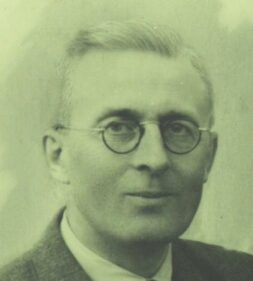
Gijsbertus Blankesteijn

Gijsbertus Blankesteijn (Gorinchem, 29 mei 1901 – Doetinchem, 21 mei 1989) was een Nederlandse onderwijzer en auteur.
Dertig jaar lang was hij hoofd van de Christelijke School voor Lager Onderwijs en Uitgebreid Lager Onderwijs te Doetinchem (de Ds. van Dijkschool) en gedurende meer dan vijftig jaar een gezien burger van die stad. Blankesteijn schreef een tiental educatieve boeken en was jarenlang columnist van De Graafschapbode op het gebied van plaatselijke geschiedenis.
Blankesteijn bracht een groot deel van zijn jeugd door in Haarlem, een moeilijke periode in verband met het alcoholisme van zijn vader, een beroepsmilitair. Zijn ideaal arts te worden was door de omstandigheden onbereikbaar. Zijn moeder hield hem voor dat studie de manier was om in ieder geval zo ver mogelijk te komen. Het onderwijzerschap bleek het maximaal haalbare: hij haalde zijn bevoegdheid in 1920 en de hoofdakte in 1922. Daarna volgden nog aktes wiskunde (1925), Duits (1927) en Frans (1930). Tussen de bedrijven door weigerde hij dienst, rond 1920 in Nederland een zeldzaamheid. 
Hij gaf achtereenvolgens les aan de Chr. Lagere School in Halle-Nijman (1920-1921), aan de Comitéschool in IJmuiden (1921-1928) en aan de Chr. Muloschool in Amstelveen (1928-1936) alvorens te worden aangenomen in Doetinchem (1936) waar hij zou blijven. In iedere woonplaats nam hij actief deel aan het kerkelijk leven.
Gijsbertus Blankesteijn was vanaf 1928 tot aan zijn dood gehuwd met Hendrika Johanna Blom. Ze kregen twee zonen, onder wie Hans Blankesteijn. Zijn kleinzoon, de zoon van Hans, is de bekende internetjournalist Herbert Blankesteijn.